# Plebiscyt Przeglądu Sportowego 2016
82. Plebiscyt na 10 Najlepszych Sportowców Polski 2016 roku zorganizowany został przez Przegląd Sportowy i Telewizję Polską.

## Wyniki głosowania
| Miejsce | Imię i nazwisko                              | Dyscyplina sportu | Liczba punktów |
| ------- | -------------------------------------------- | ----------------- | -------------- |
| 1.      | Anita Włodarczyk                             | lekkoatletyka     | 176 640        |
| 2.      | Robert Lewandowski                           | piłka nożna       | 124 802        |
| 3.      | Piotr Małachowski                            | lekkoatletyka     | 73 212         |
| 4.      | Rafał Majka                                  | kolarstwo         | 71 471         |
| 5       | Magdalena Fularczyk-Kozłowska, Natalia Madaj | wioślarstwo       | 70 282         |
| 6.      | Maja Włoszczowska                            | kolarstwo górskie | 69 565         |
| 7.      | Jakub Błaszczykowski                         | piłka nożna       | 58 153         |
| 8.      | Bartosz Zmarzlik                             | żużel             | 50 681         |
| 9.      | Karol Bielecki                               | piłka ręczna      | 46 440         |
| 10.     | Marta Walczykiewicz                          | kajakarstwo       | 44 215         |

## Nominowani
Nominowanych zostało 20 sportowców, w pierwszej dziesiątce nie znaleźli się: Monika Ciaciuch, Agnieszka Kobus, Maria Springwald, Joanna Leszczyńska; Joanna Jędrzejczyk, Grzegorz Krychowiak, Bartosz Kurek, Monika Michalik; Beata Mikołajczyk, Karolina Naja; Katarzyna Niewiadoma, Oktawia Nowacka, Wojciech Nowicki, Agnieszka Radwańska.

## Zwycięzcy kategorii dodatkowych
- Superchampion: Tomasz Majewski
- Reprezentacja Roku: Reprezentacja Polski w piłce nożnej mężczyzn (odebrał prezes PZPN Zbigniew Boniek)
- Drużyna Roku: Vive Tauron Kielce (odebrał Michał Jurecki)
- Trener Roku: Krzysztof Kaliszewski
- Najlepszy Sportowiec Niepełnosprawny: Natalia Partyka
- Odkrycie Roku: Maria Andrejczyk
- Impreza Roku: Mistrzostwa Europy w Piłce Ręcznej Mężczyzn 2016
- Sponsor Roku: Polskie Górnictwo Naftowe i Gazownictwo (odebrał prezes Piotr Woźniak)
- Serce Dla Sportu: stowarzyszenie "Dać siebie innym" (odebrał prezes Janusz Bukowski)